# IC 5108
IC 5108 је спирална галаксија у сазвјежђу Индијанац која се налази на листи објеката дубоког неба у Индекс каталогу.
Деклинација објекта је - 72° 39' 33" а ректасцензија 21h 32m 51,1s. Привидна величина (магнитуда) објекта IC 5108 износи 14,4 а фотографска магнитуда 15,1. IC 5108 је још познат и под ознакама ESO 48-25, PGC 66944.